# Корнойер, Пол
Пол Корнойер (англ. Paul Cornoyer; 1864—1923) — американский художник-импрессионист, также использующий технику пуантилизма.

## Биография
Родился 16 августа 1864 года в Сент-Луисе, штат Миссури, в семье Чарльза и Мэри Корнойер.
В 1881 году поступил в Школу изящных искусств и 1887 году впервые выставил свои картины, выполненные в Барбизонском стиле. 1889 году отправился в Париж, чтобы продолжить художественное образование в Академии Жюльена. В 1894 году Корнойер вернулся в Сент-Луис. в 1896—1897 годах выставлялся в Пенсильванской Академии изящных искусств. В 1899 году переехал в Нью-Йорк. В 1909 году был избран в Национальную академию дизайна в качестве ассоциированного члена.
В 1914 году двенадцать художников, включая Пола Корнойера, основали Объединение художников Америки (англ. Allied Artists of America). Также он принимал участие в создании Ассоциации деятелей искусства северного побережья (англ. North Shore Arts Association) и был её первым президентом. Был членом Ньюаркской ассоциации искусств (англ. Newark Art Association) и Вудстокского союза художников (англ. Woodstock Artists Association). Занимался педагогической деятельностью в Нью-Йорке, в 1917 году он переехал в Массачусетс, где также продолжал преподавание и писал.
Умер 17 июня 1923 года в Массачусетсе. Был похоронен в город Глостер, Массачусетс, на кладбище Calvary Cemetery.

## Труды
Работы Пола Корнойера находятся в коллекциях: музея Бруклинского института (англ. Brooklyn Institute Museum), художественной галереи Йельского университета, Сент-Луисского художественного музея и многих других музеях США.

Некоторые работы
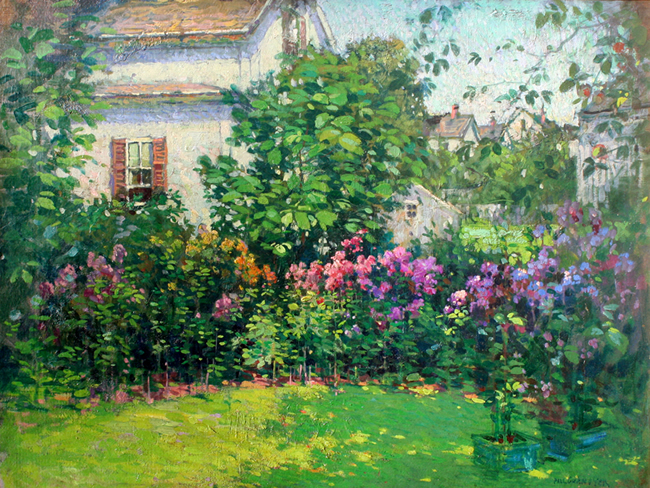
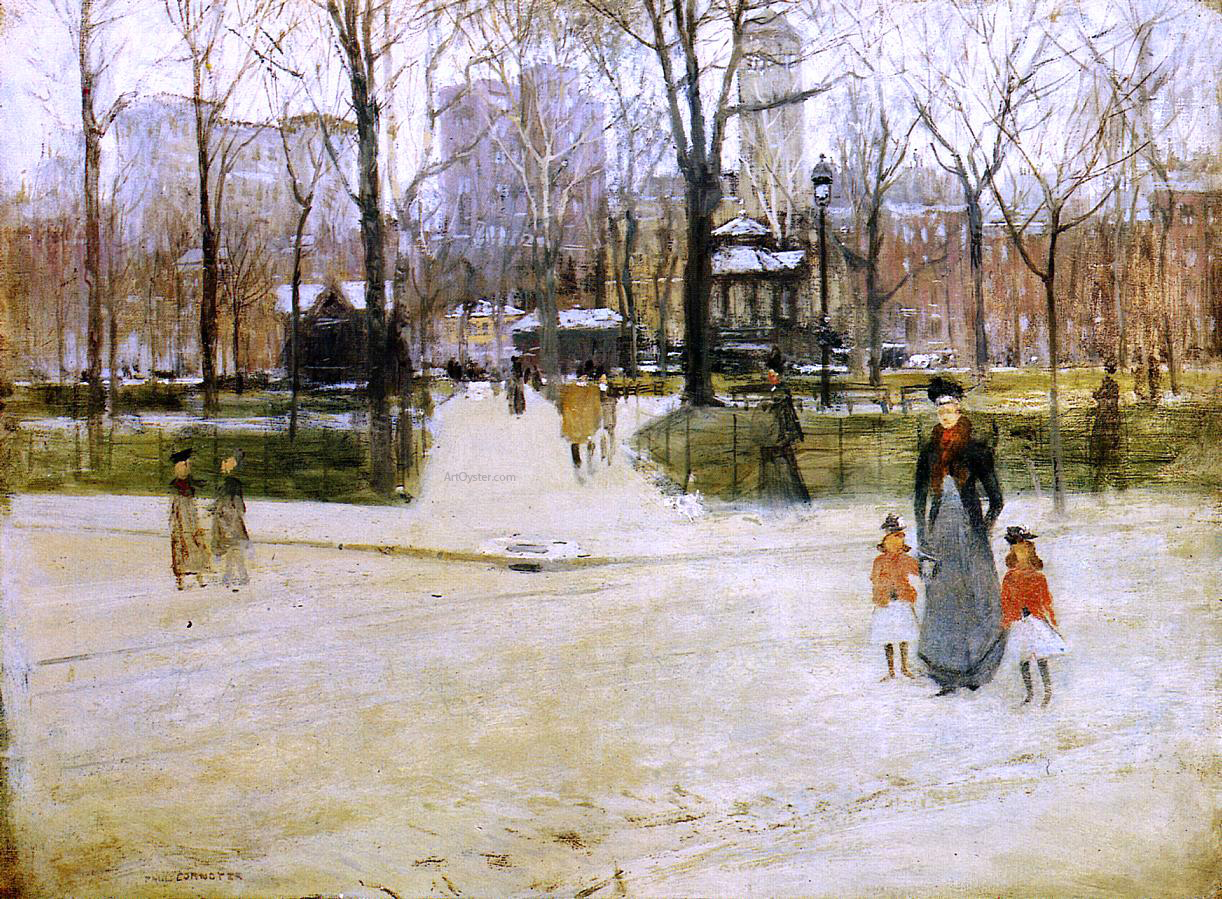
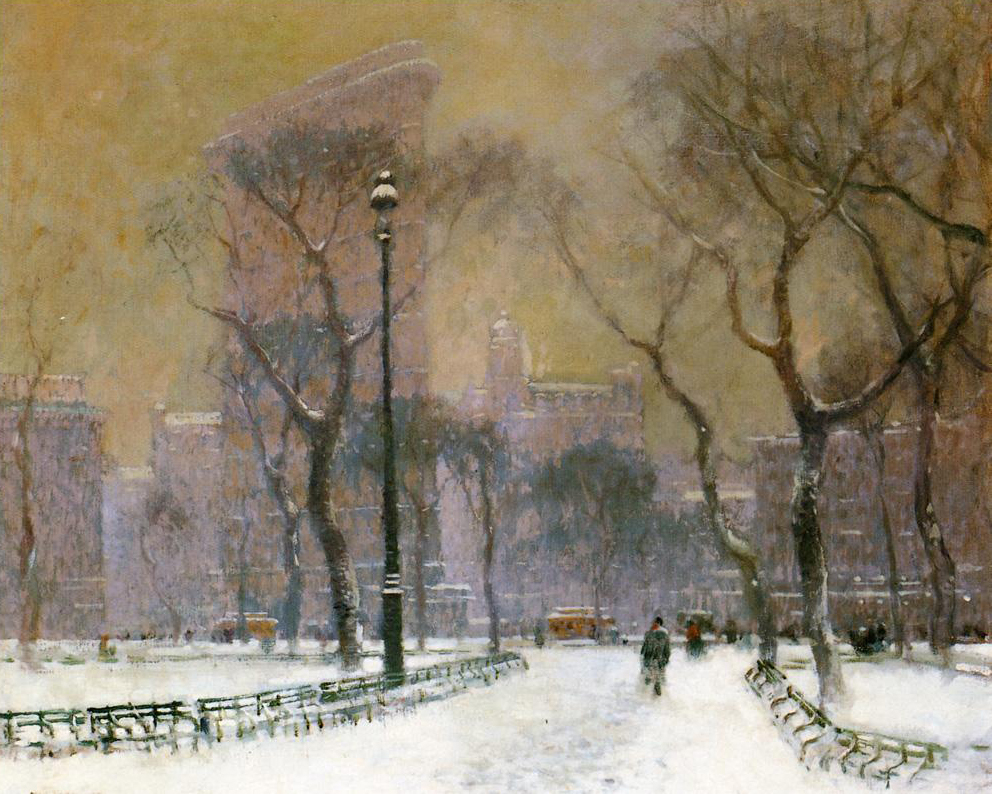
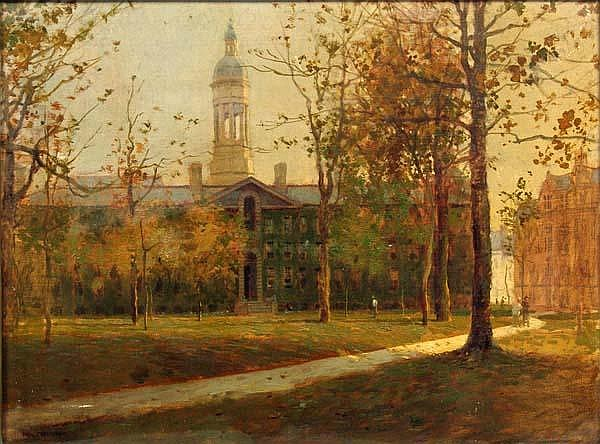

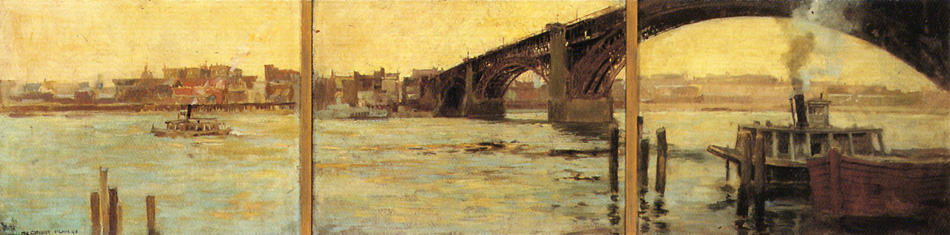
Вид Сент-Луиса, триптих; холст, масло, 1898 год